# Vtora makedonska fudbalska liga
La Vtora makedonska fudbalska liga (macedone: Втора македонска фудбалска лига, Vtora makedonska fudbalska liga, seconda lega calcistica macedone) è la seconda divisione del campionato macedone di calcio.

## Formula
Si gioca in un girone da 16 squadre. Ogni squadra sfida le altre 2 volte. La capolista viene promossa in Prva liga insieme alla seconda classificata, mentre la terza dovrà affrontare uno spareggio con la terzultima della massima serie.
Le ultime due classificate retrocedono direttamente in Treta liga, mentre la terzultima effettuerà uno spareggio per non retrocedere in terza serie.

## Squadre
Stagione 2023-2024.
- Arsimi
- Baškimi (2011)
- Belasica
- Besa Dobërdoll
- Detonit Plačkovica
- Karaorman
- Kožuf
- Novaci
- Ohrid
- Osogovo Kočani
- Pelister
- Pobeda (2010)
- Sasa
- Skopje
- Teteks
- Vardar Negotino

## Albo d'oro
Fonte: 
| Stagione  | Vincitore                          | Altre promozioni                |
| --------- | ---------------------------------- | ------------------------------- |
| 1992-1993 | Ljuboten Tetovo                    | Karaorman                       |
| 1993-1994 | Kožuf Ohrid                        | nessuna                         |
| 1994-1995 | Pobeda Valandovo Makedonija Skopje | nessuna                         |
| 1995-1996 | Bregalnica Štip Škendija           | nessuna                         |
| 1996-1997 | Borec Skopje                       | nessuna                         |
| 1997-1998 | Osogovo Kočani Rabotnički          | nessuna                         |
| 1998-1999 | Kumanovo Napredok                  | nessuna                         |
| 1999-2000 | Belasica Škendija                  | nessuna                         |
| 2000-2001 | Kumanovo                           | Napredok                        |
| 2001-2002 | Tikveš Kavadarci                   | Bregalnica Delčevo              |
| 2002-2003 | Baškimi                            | Madžari Solidarnost             |
| 2003-2004 | Bregalnica Štip                    | Škendija                        |
| 2004-2005 | Vlazrimi Kičevo                    | Renova Makedonija G.P.          |
| 2005-2006 | Pelister                           | Napredok                        |
| 2006-2007 | Milano Kumanovo                    | Cementarnica 55                 |
| 2007-2008 | Turnovo                            | Metalurg Skopje                 |
| 2008-2009 | Teteks                             | Sloga Jugomagnat                |
| 2009-2010 | Škendija                           | Skopje Napredok Bregalnica Štip |
| 2010-2011 | 11 Oktomvri                        | Ohrid                           |
| 2011-2012 | Pelister                           | Drita Bogovinje                 |
| 2012-2013 | Makedonija G.P.                    | Gostivar                        |
| 2013-2014 | Sileks Kratovo                     | Teteks                          |
| 2014-2015 | Shkupi                             | Mladost Carev Dvor              |
| 2015-2016 | Pobeda (2010)                      | Makedonija G.P. Pelister        |
| 2016-2017 | Akademija Pandev Skopje            | nessuna                         |
| 2017-2018 | Belasica Makedonija G.P.           | nessuna                         |
| 2018-2019 | Borec Struga                       | nessuna                         |
| 2019-2020 | titolo non assegnato               | Belasica Pelister               |
| 2020-2021 | Bregalnica Štip Skopje             | Tikveš Kavadarci                |
| 2021-2022 | Pobeda Sileks Kratovo              | nessuna                         |
| 2022-2023 | Voska Sport                        | Gostivar Vardar                 |